# 32892 Prufrock
32892 Prufrock este o planetă minoră (asteroid), cu un diametru de 5,35 km, din centura de asteroizi. A fost descoperită pe 22 februarie 1994 la Observatorul Roque de los Muchachos de Anlaug Amanda Djupvik⁠(d). 
Obiectul prezintă o orbită caracterizată de o semiaxă mare de 2,9611716 UAi, o excentricitate de 0,08, o înclinație de 11,40477 ° în raport cu ecliptica.